# Эстонская палата людей с ограниченными возможностями

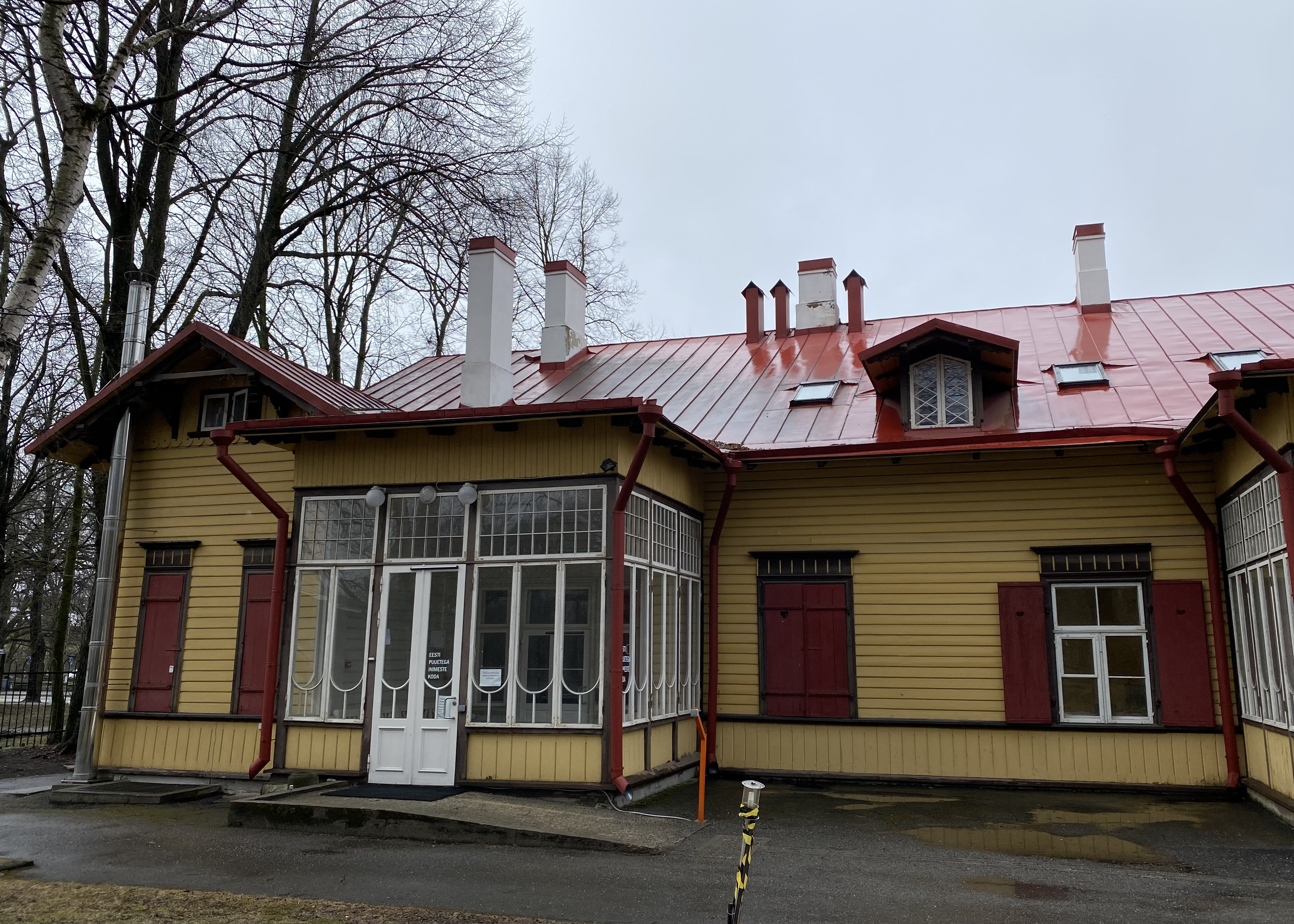
Офис Палаты в Таллинне, Эстония

Эстонская палата людей с ограниченными возможностями (эст. Eesti Puuetega Inimeste Koda) является крупнейшим объединением людей с ограниченными возможностями в Эстонии. Палата действует как некоммерческая зонтичная организация, объединяющая организации людей с ограниченными возможностями в Эстонии с 1993 года . Целью деятельности Эстонской палаты людей с ограниченными возможностями является улучшение средств к существованию, качества жизни и социальной интеграции людей с ограниченными возможностями.

## Миссия
Палата является национальным органом сотрудничества и координации деятельности в целях улучшения адаптационных практик и уровня жизни людей с ограниченными возможностями и их вовлеченности в общество. Целью Палаты является борьба с социальной изоляцией и дискриминацией и гарантирование конституционных прав (здравоохранение, образование, занятость). В приоритете создание условий для активного участия, повышения осведомленности и включения людей с ограниченными возможностями в общество, а также содействие созданию равных возможностей для всех в соответствии с принципами недискриминации в сотрудничестве с государством, гражданский обществом, деловым сектором и международными организациями.

## История
Эстонская палата людей с ограниченными возможностями была основана в феврале 1993 года и зарегистрирована 27 апреля 1994 года в реестре предприятий. С 1 октября 1997 года добавлена в реестр некоммерческих организаций и фондов.

## Правление
Организацию возглавляли четыре председателя правления и семь исполнительных директоров. С 2022 года Маарья Крайс-Леоск является исполнительным директором, а Меэлис Йоост — председателем правления из 9 человек.

## Международное сотрудничество
Эстонская палата людей с ограниченными возможностями сотрудничает с Европейским форумом инвалидов (EDF) с 2000 года. В 2001 году палата была принята в качестве члена-наблюдателя с правом представлять интересы эстонских людей с ограниченными возможностями в общеевропейской зонтичной организации. Палата стала полноправным членом в 2004 году, после того как Эстония присоединилась к Европейскому союзу. Эстонская палата людей с ограниченными возможностями вышла на международный уровень во многом под руководством Меэлиса Йооста, который долгое время был главным специалистом по иностранным связям, и ныне возглавляет правление.
С 2008 года Эстонская палата людей с ограниченными возможностями является членом Европейского форума пациентов (EPF), а также сотрудничает с европейской зонтичной организацией по редким заболеваниям EURORDIS. Большинство многочисленных международных проектов финансировались Европейским Союзом и странами Северной Европы. Эстонский опыт людей с ограниченными возможностями также перенимается организациями из Грузии, Казахстана и Украины. Кроме того, Эстонская палата людей с ограниченными возможностями является одним из пяти учредителей эстонско-шведского фонда Eesti Agrenska Fond для детей и семей с ограниченными возможностями, действующего с 2001 года.

## Членские организации
Палата состоит из 16 региональных палат людей с ограниченными возможностями, 32 союзов и всеэстонских ассоциаций, специализирующихся на людях с определёнными типами хронических заболеваний и ограниченных возможностях. В Палате также состоит 5 членов поддержки . Всего в сети представлено около 285 организаций различного типа и уровня.
Как Палата, так и её организации-члены получают средства от налога на азартные игры через Эстонский фонд для людей с ограниченными возможностями (EPIFond).